# Harmath László (építészmérnök)
Harmath László (Hatvan, 1921 –) vasdiplomás építészmérnök, oklevelének száma: 322. A BMGE Építészmérnöki karán 2006-ban gyémántoklevelet kapott. Az Egyetem Szenátusa 2011-ben vasdiploma adományozásával ismerte el értékes mérnöki tevékenységét.

## Szakmai életútja
Diplomája megszerzése után, 25 évesen Hatvan város főmérnökévé nevezték ki. Feladata az építési igazgatás kialakítása és a műszaki szervezet megteremtése volt. Számos építmény helyreállítását, új városi utak építését végezte. 1950-ben Egerbe került, ahol egy beruházási vállalat létrehozásával bízták meg. 1953-ban a megyei tervező iroda kialakításán munkálkodott. Ekkor készítette Hatvan város számos lakótelepi házának, iskolájának, a kor egyik legkorszerűbb malmának, a füzesabonyi gimnáziumnak, a mezőkövesdi közösségi központnak stb. terveit. Foglalkozott az egri pincerendszer feltárásának a problémamegoldásával.
1969-ben ismét a Megyei Beruházási Vállalathoz került, a kiemelt beruházások tervezését végezte. Ő tervezte az Egri Vízépítő Vállalat központját, a Technika Házát, a felsőtárkányi Ifjúsági Tábort, stb. Elindította az alagútzsalus építéstechnológiai eljárást, a beruházások lebonyolítási folyamatainak meggyorsítására bevezette a hálódiagramos építésszervezést.
Idős kora ellenére jelenleg is folytatja aktív szakmai munkáját: építészeti és tartószerkezeti tervezést, műszaki vezetést, igazságügyi szakértéseket végez.

## Családja
1948. május 16-án Hatvanban kötött házasságot Kovács Katalin tanítónővel. Két gyermekük született: László (1952–2007) és Katalin. A család 2000-ben Egerből Sopronba költözött. 2018-ban Sopronbánfalvi Karmelita Kolostorban ünnepelték 70. házassági évfordulójukat. Ekkor három-három unokájuk és dédunokájuk volt.

## Szakmai- társadalmi elismerései
- Munkásságát 1976-ban Alpár Ignác-emlékéremmel ismerték el.[5]
- BME 1996-ban: Aranydiploma
- BMGE 2006-ban: gyémántdiploma -
- BMGE 2011-ben: vasdiploma

adományozásával ismerték el értékes mérnöki tevékenységét.